# Барон Колуин
Барон Колуин из Колуин-Бей в графстве Денбишир — наследственный титул в системе Пэрства Соединённого королевства. Он был создан 22 июня 1917 года для британского бизнесмена, сэра Фредерика Смита, 1-о баронета (1859—1946). 9 июля 1912 года для него уже был создан титул баронета Смита из Колуин-Бей в графстве Денбишир. Праправнук 1-го барона Иэн Энтони Гамильтон-Смит, 3-й барон Колуин (1942—2024) оставался в Палате лордов в качестве одного из девяноста избираемых наследственных пэров после принятия Акта Палаты лордов 1999 года, где сидел на консервативных скамьях до 2022 года.
По состоянию на 2024 год носителем титула являлся его сын, Крэйг Питер Гамильтон-Смит, 4-й барон Колвин (род. 1968), который стал преемником своего отца в 2024 году.

## Бароны Колуин (1917)
- 1917—1946: Фредерик Генри Смит, 1-й барон Колуин  (24 января 1859 — 26 января 1946), сын Джошуа Смита (1837—1906)[1];
- 1946—1966: Фредерик Джон Вивиан Смит, 2-й барон Колуин  (26 ноября 1914 — 29 мая 1966), единственный сын достопочтенного Фредерика Генри Смита (1887—1931), внук предыдущего[2];
- 1966—2024: Иэн Энтони Гамильтон-Смит, 3-й барон Колуин  (1 января 1942 — 4 августа 2024), старший сын предыдущего[3];
- 2024  — настоящее время: Крэйг Питер Гамильтон-Смит, 4-й барон Колвин (род. 13 октября 1968), единственный сын предыдущего от первого брака[4];
  -     - Наследник титула: достопочтенный Джошуа Дугалл Каллум Гамильтон-Смит (род. 1 августа 2006), единственный сын предыдущего[5].